# John Miller (roddare)
John Lester Miller, född 5 juni 1903 i Brooklyn, död 1 augusti 1965 i New York, var en amerikansk roddare.
Miller blev olympisk guldmedaljör i åtta med styrman vid sommarspelen 1924 i Paris.